# Вершники апокаліпсису (фільм, 2008)
Вершники апокаліпсису (англ. The Four Horsemen) — канадський бойовик 2008 року.

## Сюжет
Їх було четверо, вони дружили з дитинства і називали себе «чотири вершники». Зараз вони вже не діти, вони — морські піхотинці, які воюють в Іраку за наказом уряду своєї країни. Тільки тепер їх вже не четверо, один загинув під кулями іракських солдатів, ще один став інвалідом. Але вони не чекають нагород і подяк, а просто роблять свою роботу — вбивають і намагаються вижити, щоб повернутися додому.

## У ролях
- Марк О'Брайен — Ерік Роллінз
- Кертіс Морган — Террі
- Нік Абрахам — Менні
- Наталі Рой — Кеті
- Джоанна Дуглас — Енджі
- Джордан Браун
- Зан Калабретта — сержант Бріггс
- Джефф Джиллз — лейтенант Карнс
- Едді Делла Сіпе
- Пол Старіно
- Роберт Палуцці
- Девід Планше — Чарлі